# ツートン青木
ツートン青木（ - あおき、本名：青木 努（あおき つとむ）、1959年6月27日 - ）は、日本のものまねタレント。神奈川県出身。株式会社アピール(株式会社KAZE企画)所属。身長160cm。

## ものまねレパートリー
古畑任三郎、米良美一、美空ひばりが代表的な十八番。低身長なのでリトル清原、ミニミニ長渕、ミニミニ布袋、ミニミニ羽賀らと組んでのミニモニを披露する事もある。
- 秋川雅史
- 秋元順子
- アン・ルイス
- 稲葉浩志
- いっこく堂
- 尾崎紀世彦
- 小野正利
- 岡本知高
- 河村隆一
- GAO
- 葛城ユキ
- 北島三郎
- 桑田佳祐
- クリスタルキング
- 桂銀淑
- 郷ひろみ
- 西城秀樹
- 沢田研二
- さだまさし
- ジュディ・オング
- 鈴木トオル
- 鈴木聖美
- 世良公則
- 瀬川瑛子
- 田村正和
- 谷村新司
- 玉置浩二
- 田原俊彦
- 天童よしみ
- 徳永英明
- 長渕剛
- 中村あゆみ
- 根本要
- hyde
- 原田真二
- 秦基博
- 平山みき
- 布施明
- 藤圭子
- 堀内孝雄
- 堀江淳
- 細川たかし
- 松山千春
- 森進一
- もんたよしのり
- 前田亘輝
- マイケル・ジャクソン
- 美空ひばり
- 米良美一
- 森山良子
- 山崎まさよし
- 渡辺真知子

## エピソード
子供の頃から歌が好きで漁師の父親に連れられ漁師仲間の前で5歳の頃から人前で歌う喜びを覚えた。
中学卒業後は親の勧めもあって国鉄職員となりブルートレインの点検などに従事する傍らアマチュアバンドのボーカルも務め、分割民営化に伴う希望退職で国鉄を辞めダンプカーの運転手になるが、どうしても歌の夢を捨てきれず、ダンプに乗りながらものまねタレントの二足の草鞋を続ける青木に、妻は愛想をつかして家を出て行った。引き取った二人の子供を養う為に、ダンプカーの仕事は辞められなかった。
ある日ダンプカーで現場に向かおうとする早朝、歩道橋に突っ込む事故を起こしてしまう。大きな後遺症は残らずに済んだが、歩道橋の修繕費の請求額は2000万円。その一部は自動車保険でまかなったが、廃車になったダンプカーにはローンの残りもあり、総額1400万円の借金を背負うことになる。その後、ダンプカーの運転手の仕事をやめて、ものまねの仕事に専念するようになる。
しかし、自宅が火災で全消し、家計が逼迫していたことから火災保険に入っていなかったため、借り住まいに移った。その時、生活必需品を買うためにまたも借金を背負い込んだ。
息子の青木隆治がデビューした当初は「ツートン青木の息子」として紹介されていたが、隆治が知名度と人気を上げていった結果、逆にツートンが番組出演時や地方の営業先で「青木隆治の父親」として紹介されるようになった。
隆治の圧倒的な歌唱力は父であるツートン譲りである、「ものまねバトル」でマイケル・ジャクソンを歌だけでなく踊りも披露したが司会の研ナオコとヒロミから「盆踊り」と評されてしまった、余談ではあるが息子の隆治も「ものまねグランプリ」にてマイケルのものまねを歌・ダンスの両方を披露したが隆治は歌もダンスも完璧にこなしていた。(これにはツートンも「隆治は完璧なのに...」と嘆いていた、しかし隆治もかつてはリズム感が父並に皆無だったそう)
自身が叶えられなかった分息子の隆治には歌手になってほしいと願っていたため自分と同じものまね歌手であることは未だに快く思ってないらしい、しかし隆治がツートンが現在住んでいる地元に友人に会いに帰省した際、自分の家には寄らずそのまま帰ることには寂しい思いをしている。
しかしツートンが脳卒中で倒れ入院した時には入院費などの費用全てを隆治が全て負担し、父ツートンの誕生日には毎年連絡をしプレゼントやホテル・昼食までの予約を手配するなど親孝行な一面がある息子には心から喜んでおり、「自慢の息子」と溺愛している。
過去には隆治のショーにて彼から手紙を宛てられるも父との今までの思い出が一気に込み上げてきた隆治の方が先に号泣してしまい、自身は未だにその時の手紙の内容はほぼ知らない。(なお、隆治は周りのスタッフに対し「親父を泣かせる」と息巻いていた)

## 出演

### テレビ
- ものまねバトル（日本テレビ）
- ものまねグランプリ（日本テレビ）
- チャンスの時間(abema.tv)
- ラヴィット(TBS)
- 千鳥のクセスゴ！(フジテレビ)

CD
星空の物語
いつか～流れ行くときの中で
Sign